# رد هواپیما بالای کانتری کلاب (ترانه)
«رد هواپیما بالای کانتری کلاب» (انگلیسی: Chemtrails over the Country Club) ترانه‌ای از خواننده و ترانه‌نویس آمریکایی لانا دل ری است که در ۱۱ ژانویه ۲۰۲۱ به نمایش درآمد. این ترانه را دل ری و جک آنتونوف نوشته و تهیه کرده‌اند. این تایتل ترک و دومین تک‌آهنگ هفتمین آلبوم استودیویی دل ری رد هواپیما بالای کانتری کلاب است، که برای انتشار در ۱۹ مارس ۲۰۲۱ برنامه‌ریزی شده‌است.